# 뉴욕멜론은행
뉴욕 멜론 은행(영어: The Bank of New York Mellon, BNY Mellon, NYSE: BK)은 미국의 다국적 은행업 및 금융 서비스 기업으로, 2007년 7월 1일에 뉴욕 은행과 멜론 파이낸셜의 병합의 결과로 설립되었다.
미국에서 가장 오래된 은행으로, 이는 1784년 알렉산더 해밀턴의 뉴욕 은행 설립으로 거슬러 올라간다.